# Hansa Records
Hansa Records (ook wel kortweg Hansa) was een Duits platenlabel, dat vooral bekend werd door de talloze hits die de groep Boney M. voor het label scoorde. De gloriejaren van deze commercieel succesvolle band van Frank Farian en van het label waren in de tweede helft van de jaren zeventig en het begin van de jaren tachtig.

## Het begin
Het label kwam voort uit de productiefirma Hansa Musik Produktion, in 1962 opgericht door Peter en Thomas Meisel (zonen van de operettecomponist Will Meisel) en de componist Christian Bruhn. De firma was opgezet als tegenwicht tegen de platenreuzen van die tijd, Electrola, Polydor, Ariola en Teldec: het moest, naar Amerikaans voorbeeld, een onafhankelijke platenfirma worden. In november 1964 volgde het huislabel, Hansa Records. De eerste plaat op het label was een single van Peggy Peters, later bekend geworden als Tina Rainford, en de eerste commerciële knaller kwam in mei 1965: Nini Rosso's Il silenzio (1,6 miljoen verkochte exemplaren). Daarna volgden hits van Marion en Elisa Gabbai.

## Schlagers en Frank Farian
In het begin van de jaren zeventig leunde het label zwaar op de successen van Duitse schlagers. In de tweede helft van de jaren zeventig kwamen de successen van Boney M. (te beginnen met Baby Do You Wanna Bump en Daddy Cool) en een andere band van producer Frank Farian, Eruption (zoals I can't stand the rain en One way ticket). Tussen 1978 en 1981 zorgden ook The Teens voor kassuccessen: deze pop-rockgroep was echter alleen in Duitsland populair. Vanaf 1984 kwam de internationaal succesvolle groep Modern Talking met hits voor Hansa, waaronder You're My Heart, You're My Soul. Eind jaren tachtig kwam Frank Farian opnieuw met een hitformatie, ditmaal Milli Vanilli geheten, en opnieuw commercieel zeer succesvol. En in de jaren negentig was er het ook in Amerika goed scorende Eurodance-duo La Bouche en No Mercy, eveneens geproduceerd door Farian. In 1999 had de door Peter Meisel ontdekte Lou Bega voor Hansa de zomerhit van dat jaar, met Mambo No. 5. In 2003 bracht het met veel commercieel succes platen uit van deelnemers van de talentenshow Deutschland sucht den Superstar, de Duitse versie van Pop Idol.
Voor tientallen bekende artiesten was Hansa hun springplank. Naast de al genoemde musici, waren dat onder meer Thomas Anders, G.G. Anderson, C.C.Catch, Yvonne Catterfeld, Dennie Christian, Bernd Clüver, Gunter Gabriel, Gilla, Roland Kaiser, Giorgio Moroder, No Mercy, Wolfgang Petry, Die Prinzen, Séverine en Juliane Werding.
De gebroeders Meisel kwamen in 1973 ook met het label Der Andere Song voor kunstenaars die niet in de mainstream van de muziek actief waren. Het logo van het label was een pimpelmees, een toespeling op de familienaam Meisel ('Meise' is een mees). Andere labels van de firma waren Hansa International en Oasis.

## BMG
Musik Produktion werd in 1985 verkocht aan het amusementsconcern Bertelsmann, die het label Hansa en andere labels als Ariola onderbracht in BMG Berlin Musik/BMG-Ariola, nu onderdeel van Sony BMG Music Entertainment. De uitgeverij, drukkerij en de opnamestudio (waar David Bowie zijn album "Heroes" opnam) bleven in handen van de broers Meisel.